# Man Wanted
Man Wanted ist ein US-amerikanischer Spielfilm aus dem Jahr 1932 mit Kay Francis in der Hauptrolle.

## Handlung
Lois Ames ist die sehr erfolgreiche Chefredakteurin des 400 Magazine. Sie führt eine unglückliche Ehe mit Fred Ames, der sein Leben beim Polospiel und mit anderen Frauen zubringt. Lois hält sich an das Motto Don’t Ask – Don’t Tell, da sie eine moderne, aufgeschlossene Ehefrau sein möchte und keine altmodische Nörglerin. Sie hat bereits alle romantischen Träume begraben, als sie eines Tages den jungen, attraktiven Thomas Sherman als Sekretär einstellt. Bald schon knistert es zwischen den beiden, doch Lois ist nicht bereit, ihre Ehe für einen Flirt zu gefährden. Die Dinge kommen zu einem Höhepunkt, als Lois Thomas für ein Wochenende in ihr Haus in den Hamptons einlädt. Parallel hat auch ihr Ehemann seine aktuelle Geliebte eingeladen. Nach etlichen Verwicklungen finden die entsprechenden Paare doch noch zueinander und werden miteinander glücklich.

## Hintergrund
Der Film entstand in den Warner Bros. Studios Burbank. Die Uraufführung erfolgte am 13. April 1932 im Strand Theatre, New York. Kinostart war am 23. April 1932.
Kay Francis war innerhalb weniger Monate zu einer beliebten Darstellerin melodramatischer Frauenschicksale aufgestiegen, wenn auch ihr Heimatstudio Paramount nicht so recht wusste, wie es die Schauspielerin einsetzen sollte. Nach einigen Erfolgen mit William Powell war Francis vor allem unter den weiblichen Zuschauern populär für ihre Fähigkeit, extravagante Garderoben auf der Leinwand mit größter Selbstverständlichkeit zu tragen. Ihre Filme zeigten Francis oft als Frau, die unendliche Schicksalsschläge zu ertragen hat auf der Suche nach dem wahren Glück. Mitte 1931 war sie im Zuge eines sog. Talent Raid von Warner Brothers gemeinsam mit Ruth Chatterton und William Powell für eine deutlich höhere Gage abgeworben worden, obwohl ihr laufender Vertrag noch nicht beendet war. Das Vorgehen sorgte für viel Aufregung. Nachdem Warner zunächst die Salonkomödie The Rich Are Always With Us für Francis’ Debüt vorgesehen hatten, ging die Rolle dann an Chatterton. Darryl F. Zanuck kam Anfang 1932 hin auf die Idee von A Dangerous Brunette. Der Film, der erst kurz vor Verleih den abschließenden Titel Man Wanted erhielt, wurde mit einigem Aufwand produziert und gab Francis endlich das langersehnte star billing. Der finanzielle Erfolg verhalf ihr endgültig zum Durchbruch als einer der führenden Darstellerinnen romantischer Frauenschicksale.
William Dieterle und Kay Francis sollten später noch vier weitere gemeinsame Filme drehen: Ein Dieb mit Klasse, The White Angel und Another Dawn.

## Kritiken
Die New York Times fand lobende Worte in ihrer Rezension:

„Kay Francis strahlt während des gesamten Films viel Charme aus [und] kleidet sich mit sehr viel Geschmack.“

Ähnlich positiv äußerten sich die LA Illustrated Daily News:

„Es handelt sich um gute und leichte Unterhaltung, die zudem von den luxuriösen Sets, guten Dialogen, interessanter Handlung und einigen guten Darstellern profitiert. Miss Francis sieht gut aus und trägt wie üblich einige wirklich außergewöhnliche Kleider, die den Eindruck einer Frau unterstreichen, die ihr Glück im Beruf und nicht, wie sonst üblich, im häuslichen Umfeld findet.“

## Kinoauswertung
Die Produktionskosten lagen bei lediglich 171.000 US-Dollar, was indes dem üblichen Schnitt für einen Kay-Francis-Film der Zeit entsprach. In den USA spielte Man Wanted 258.000 US-Dollar ein, zu denen weitere 59.000 US-Dollar aus dem Ausland kamen. Die Gesamteinnahmen lagen bei bescheidenen 317.000 US-Dollar.

## Quelle
- Scott O’Brien: Kay Francis - I Can’t Wait to be Forgotten – Her Life von Film and Stage. BearManor Media, Boalsburg, PA 2006, ISBN 1-59393-036-4.